# Eduard Ellis van Raalte

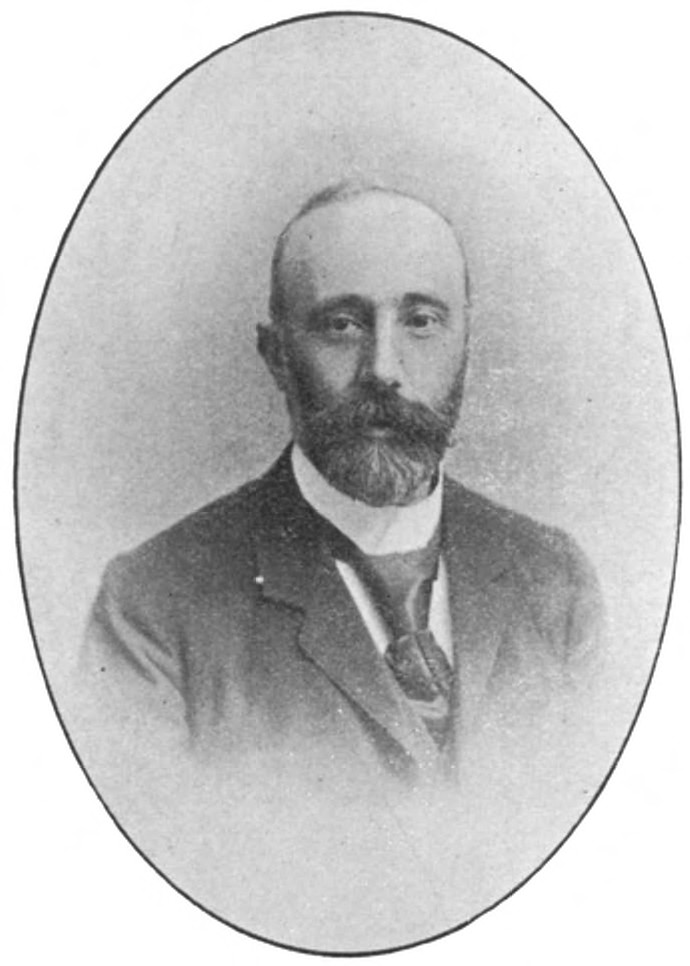
Eduard Ellis van Raalte ca. 1901

Eduard Ellis van Raalte (* 30. April 1841 in Den Haag; † 23. März 1921 ebenda) war ein niederländischer Rechtsanwalt und Politiker der Liberale Unie (LU) sowie des Vrijzinnig-Democratische Bond (VDB), der Mitglied und Vorsitzender der Fraktion der LU in der Zweiten Kammer der Generalstaaten war. Er war zwischen 1905 und 1908 Justizminister im Kabinett De Meester und brachte in dieser Zeit das Arbeitsvertragsgesetz ein. 1907 wurde durch einen psychisch Kranken ein Mordanschlag auf ihn verübt.

## Leben
Eduard Ellis van Raalte, Sohn eines jüdischen Rechtsanwalts, war ebenfalls als Rechtsanwalt tätig und fungierte vom 1. April 1892 bis zum 23. September 1897 als Beigeordneter (Wethouder) für Finanzen von Rotterdam. Am 21. September 1897 wurde er für die Liberale Unie (LU) erstmals Mitglied der Zweiten Kammer der Generalstaaten (Tweede Kamer der Staten-Generaal) und vertrat in dieser mit kurzer Unterbrechung bis zum 17. August 1905 den Wahlkreis Rotterdam V. Er schloss sich in dieser Zeit von September 1897 bis März 1901 der Fraktion der Freisinnigen Demokraten (Vrijzinnig-Democratische Kamerclub) an. Am 30. Dezember 1898 wurde er des Weiteren Mitglied der Prüfungskommission für die Examen für Konsularanwärter und Vizekonsuln. Zugleich bekleidete er zwischen dem 1. November 1903 und dem 17. August 1905 den Posten als Rijksadvocaat von Rotterdam.
Am 17. August 1905 wurde van Raalte zum Justizminister (Minister van Justitie) in das Kabinett De Meester berufen und hatte dieses Ministeramt bis zum 12. Februar 1908 inne. Er brachte in dieser Zeit das Arbeitsvertragsgesetz ein. Dieses Wet op het arbeidscontract, das nur Arbeitnehmer betraf, beruhte auf der wirtschaftlichen Ungleichheit von Arbeitgebern und Arbeitnehmern und legte dem Arbeitgeber daher Pflichten auf. So musste der Arbeitgeber im Krankheitsfall oder bei einem Unfall weiterhin Löhne zahlen, den Arbeitnehmer vor der Gefährdung des Körpers, der Ehrbarkeit und des Eigentums schützen und eine erzwungene Geschäftstätigkeit verhindern. Sowohl der Arbeitgeber als auch der Arbeitnehmer mussten eine Kündigungsfrist einhalten, als der Vertrag gekündigt wurde. 1907 wurde durch einen psychisch Kranken ein Mordanschlag auf ihn verübt.
Nachdem Eduard Ellis van Raalte im Mai 1909 aus dem Vrijzinnig-Democratische Bond (VDB) ausgetreten war, wurde er 1910 wieder Mitglied der Liberale Unie und für diese am 16. September 1913 wieder Mitglied der Zweiten Kammer der Generalstaaten. Er vertrat in dieser bis zum 17. September 1918 den Wahlkreis Middelburg und war von September bis November 1916 sowie erneut zwischen Juli 1917 und Januar 1918 Mitglied der Zentralabteilung der Zweiten Kammer. Zudem fungierte er zwischen dem 24. April 1917 und dem 17. September 1918 als Vorsitzender der LU-Fraktion in der Zweiten Kammer. Er engagierte sich ferner zwischen März 1917 und 1920 als Vorsitzender des beratenden Ausschusses für das Gesetz über Schiffsansprüche (Schepenvorderingswet).